# PSV Team für Wien
PSV Team für Wien war die Fußballsektion der österreichischen Polizeisportvereinigung Wien. Beheimatet war der Verein am Dampfschiffhaufen, einer Halbinsel in der Alten Donau. Im Juni 2007 ging der Verein eine Fusion mit dem Floridsdorfer AC ein, der Klub trat daraufhin in Floridsdorf unter dem Namen FAC Team für Wien auf. 2014 wurde der Namensbestandteil Team für Wien jedoch aus dem Vereinsnamen gestrichen.

## Geschichte

### Gründung und Aufstieg in die Zweitklassigkeit
Die Fußballsektion der Polizeisportvereinigung Wien wurde 1918 gegründet und nahm ab 1924 an den Meisterschaften des Wiener Fußball-Verbandes teil. In der Saison 1933/34 spielte der Amateurverein erstmals in der II. Liga, der damals zweithöchsten Spielstufe im österreichischen Profifußball und belegte mit 21 Punkten hinter dem Traditionsverein Vienna Cricket and Football-Club den zwölften Tabellenplatz. Bei der einzigen Teilnahme an den Österreichischen Amateurmeisterschaften scheiterte die Polizeisportvereinigung 1934 nach einem 4:2-Erfolg im Heimspiel durch eine 0:3-Niederlage auswärts knapp am SC St. Pölten. Im folgenden Spieljahr konnten sich die Polizeisportler durch die Zweiteilung der zweiten Liga in eine Nord- und eine Südgruppe und dem damit einhergehenden Absinken der allgemeinen Spielstärke auf dem siebten Rang platzieren. Auf den Meister und Erstliga-Aufsteiger Favoritner AC hatte die Sportvereinigung aber einen Rückstand von 12 Punkten. 1935/36 erreichte der Verein den zehnten Platz und rettete sich mit drei Punkten Vorsprung auf den SC Neubau und sieben Zählern auf die Cricketer vor dem Abstieg aus der II. Liga Nord. Durch die geplante Einführung der bundesweiten Nationalliga ab 1938 kam es wieder zu einer Zusammenlegung der zweiten Wiener Spielklasse, wodurch die Polizeisportvereinigung in der Spielsaison 1936/37 gegen den Abstieg aus der Zweitklassigkeit zu kämpfen hatte. Über die gesamte Saison betrachtet erwies sich die Liga mit Vereinen wie Schwarz-Rot (WAC), Red Star und Helfort für die Polizeisportler aber als zu stark, wobei der Verein als achtplatzierter auf den rettenden siebten Tabellenrang am Saisonende fünf Punkte Rückstand hatte.

### Die Jahre der Ostmark und Eingliederung in die SG Ordnungspolizei
Nach dem Abstieg konnte sich die Fußballsektion der Polizeisportvereinigung in der dritten Spielstufe halten und schaffte 1940 erneut den Aufstieg in die mittlerweile zweite Leistungsspielklasse der Ostmark. In der 1. Klasse Wien B erreichte der Verein im Spieljahr 1940/41 unter zehn Teilnehmern (darunter Vereine wie WAC, LAC, Simmering und Donaufeld) den sechsten Rang. Vor Beginn der folgenden Saison erfolgte die Eingliederung des Vereins in die Spielgemeinschaft der Ordnungspolizei (SG Ordnungspolizei, manchmal auch SG OrPo genannt) die sich 1942 auf den fünften, 1943 auf dem achten und 1944 noch einmal auf dem fünften Tabellenrang platzieren konnte. Anfang Dezember des Jahres 1944 musste sich die OrPo auf Grund der Ereignisse des Zweiten Weltkriegs aus der kurz danach abgebrochenen Meisterschaft der nunmehrigen 2. Liga Nord zurückziehen und sich in weiterer Folge auflösen.

### Nachkriegsmeisterschaft und der Fall in die Bedeutungslosigkeit
Im wieder erstandenen Österreich durfte in der ersten Nachkriegssaison 1945/46 auch die Polizeisportvereinigung wieder unter ihrem Namen an der Meisterschaft teilnehmen und erreichte in der 2. Klasse B den zehnten Platz hinter Hochstädt (Meister), Hakoah (Vizemeister), LAC, Columbia, 1. Simmeringer SC, Donaufeld, BAC, NAC und Mautner Markhof. Durch die geplante Zusammenlegung der beiden zweiten Spielklassen reichte aber auch der zehnte von 16 Rängen nicht zum Klassenerhalt und die Polizeisportler fanden sich durch die Reform in der nächsten Saison in der drittklassigen 1. Klasse wieder.
Die folgenden drei Jahrzehnte verbrachte die Polizeisportvereinigung in den unteren Fußballklassen der Bundeshauptstadt. In den Jahren 1957 (8. Rang) und 1958 (9. Rang) spielte der Verein in der 1. Klasse B und traf dort auf ehemalige Erst- und Zweitligisten wie Donau, LAC, NAC und Columbia wie auch auf Bezirksvereine wie Nordwien, Alt Ottakring, Aspern und Waggonfabrik.
1978/79 gewannen die Kaisermühlner die Meisterschaft der 1. Klasse und erreichten damit den Aufstieg in die damals viertklassige Unterliga B aus der sie jedoch gleich wieder abstiegen. 1981 glückte abermals der Aufstieg, diesmal in die neue 2. Landesliga, die jedoch nach einer Saison wieder zu Gunsten der Unterliga aufgelöst wurde. Bis 1993 spielte die Sportvereinigung in der Unterliga B, bevor wieder der Gang in die 1. Klasse angetreten wurde. Dort holte sich der Verein 1994 umgehend den Meistertitel und kehrte wieder in die Unterliga B zurück.

### Fusion und die Jahre in der Wiener Stadtliga
Im Sommer 1996 beschlossen die Polizeisportler eine Kooperation mit der Fußballsektion des Sport- und Kunstvereins Feuerwehr, die in dieser Saison freiwillig aus der 1. Klasse in die 2. Klasse abstieg. Im Spieljahr 1995/96 gewann die Polizeisportvereinigung Wien den Meistertitel in der Unterliga B und konnte sich damit erstmals nach vielen Jahren wieder für die viertklassige Wiener Stadtliga qualifizieren. Am 23. Juni 1997 erfolgte die Fusion mit dem bisherigen Kooperationspartner SKV Feuerwehr. Die Fußballsektion der Feuerwehr meldete dem WFV die Einstellung ihres Spielbetriebs, die Fußballabteilung der Polizeisportvereinigung spielte als Polizei/Feuerwehr in der Wiener Stadtliga weiter und erreichte in der Aufstiegssaison den zehnten Tabellenplatz in der höchsten Wiener Spielklasse.
1998/99 kürte sich Polizei/Feuerwehr zum Herbstmeister, musste sich am Ende der Meisterschaft aber mit dem zweiten Rang hinter dem 1. Simmeringer SC zufriedengeben. In derselben Saison feierten die Polizeisportler mit einem Finalsieg über die Rapid-Amateure im Ernst-Happel-Stadion den Gewinn des TOTO-Cups (Landespokal) und damit ihren ersten Titelgewinn in der noch kurzen Vereinsgeschichte. Im folgenden Spieljahr kämpften die Kaisermühlner mit den Rapid-Amateuren und Stadlau bis zur allerletzten Runde um den Meistertitel mit und belegten schlussendlich mit nur einem Punkt Rückstand auf OMV Stadlau erneut den zweiten Rang. Als Trostpflaster konnte Polizei/Feuerwehr den Titel im TOTO-Cup gegen den Wiener Sport-Club verteidigen und erreichte mit Siegen über die Amateurmannschaften von Rapid und Austria Wien erstmals die dritte Runde im ÖFB-Pokal, in der die Mannschaft allerdings gegen den Zweitligisten DSV Leoben ausschied.
Im nächsten Jahr konnte mit einem Finalsieg über den SV Essling wiederum der Gewinn des Wiener Landespokalbewerbs gefeiert werden, in der Meisterschaft fiel die Mannschaft aber auf den fünften Platz zurück. Große Hoffnungen setzten die Kaisermühlner in die Saison 2001/02 in die man, nach gezielter Verstärkung des Kaders und dem Engagement des ehemaligen Bundesliga- und Nationalspielers Manfred Zsak (Austria) als Trainer als erklärter und haushoher Titelfavorit startete. Die Mannschaft vermochte die in sie gesetzten Erwartungen jedoch nicht zu erfüllen und verlor bereits in der Anfangsphase wichtige Punkte gegen die unmittelbaren Titelkonkurrenten. Am Saisonende stand der siebte Platz in der Meisterschaft und der zweite Rang im Wiener Liga-Hallenturnier zu Buche. Im folgenden Jahr platzierten sich die Polizeisportler mit dem vierten Rang wieder im Spitzenfeld und zogen nach einem Jahr Pause auch wieder in das Endspiel des TOTO-Cups ein, in dem man diesmal über Austria XIII siegreich blieb.

### Aufstieg in die Regionalliga
Im Sommer 2003 erfolgte die Umbenennung der Fußballsektion der Polizeisportvereinigung in PSV Team für Wien. In der Wiener Stadtliga kürte sich die Mannschaft zum Herbstmeister und gewann erstmals das Hallenturnier des Wiener Fußballverbandes. Nach einem bis zur letzten Runde andauernden Duell mit den Rapid-Amateuren errang das PSV Team nach sieben Jahren in der Stadtliga in der Saison 2003/04 den Meistertitel und stieg erstmals in der Vereinsgeschichte in die Regionalliga Ost auf. Im selben Jahr wurde die Heimspielstätte in Kaisermühlen renoviert. Der bisherige Naturrasenplatz wurde durch einen den UEFA-Regeln konformen Kunstrasenplatz aus Gummigranulat ersetzt und mit einer Flutlichtanlage ausgestattet.
In der dritten Spielstufe erreichte das PSV Team für Wien in der Premierensaison 2004/05 den zehnten Tabellenrang. Im Juni 2007 ging der Verein eine Fusion mit dem Floridsdorfer AC ein, der daraufhin ab der Spielzeit 2007/08 unter dem Namen FAC Team für Wien auftrat. Seit 2014 nennt er sich nurmehr FAC.

## Titel und Erfolge
Die Zahl in der Klammer gibt die Höhe der Spielstufe an. 
- 10 × Teilnahme II. Liga (2): 1934–1937, 1941 (jeweils PSV), 1942–1945 (SG OrPO), 1946 (PSV)
- 3 × Teilnahme Regionalliga Ost (3): 2005, 2006, 2007 (PSV Team)
- 1 × Meister Wiener Stadtliga (4): 2004 (PSV Team)
- 4 × Wiener TOTO-Cupsieger: 1999, 2000, 2001, 2003 (Polizei/Feuerwehr)
- 1 × Teilnahme Amateur-Staatsmeisterschaften: 1934 (PSV)
- Meister 1. Klasse (5/7): 1979, 1994
- Meister Unterliga B (5): 1997

## Bekannte Spieler und Trainer
- Johann Horvath (ehemaliger Nationalspieler; ab 1940 bei Polizei SV)
- Willibald Kirbes (ehemaliger Nationalspieler; ab 1938 bei Polizei SV)
- Anton Krenn (Silbermedaillengewinner mit dem Amateurteam bei den Olympischen Spielen 1936)
- Karl Zankl (Meisterspieler des Wiener Sport-Clubs von 1922, Reorganisator und erster Teamchef des ÖFB nach Kriegsende 1945)
- Goran Djuricin
- Manfred Zsak (ehemaliger Nationalspieler; Trainer 2001/02)

## Nachwuchsarbeit
Besonderes Augenmerk wird auf die Nachwuchsarbeit gelegt. In Kooperation mit dem KSC Donaustadt wurde 2005 das „FNZ Donaustadt“ gegründet und die neue Sportanlage „Am langen Felde“ errichtet. Derzeit führt der Verein acht Nachwuchsteams der Altersklassen U10 bis U19 sowie eine U-23-Mannschaft.
Seit der Saison 2007/2008 verfügt der Nachwuchs des FAC Team für Wien mit dem RAG Platz in Floridsdorf über ein weiteres Nachwuchszentrum. Am RAG Platz spielen und trainieren weitere zehn Nachwuchsmannschaften U8 bis U19. Die Nachwuchsmannschaften des NWZ RAG spielen in der A Liga.